# 高円広世
高円 広世（たかまど の ひろよ）は、奈良時代の貴族。名はもと広成。氏姓は石川朝臣のち高円朝臣。官位は正五位下・伊予守。

## 出自
『新撰姓氏録』によると、高円氏（高円朝臣）は広世を祖とする皇別氏族で、さらに広世は当初母方の氏姓である石川朝臣を称していたとされる。そのため、広世を文武天皇とその嬪であった石川刀子娘の間に生まれた皇子で、和銅6年（713年）に石川刀子娘が嬪の称号を廃された際に、広世も皇籍を剥奪されたものとの説がある。当時、持統天皇・藤原不比等が望んだ文武天皇・首皇子への皇位継承路線と、蘇我系皇族（氷高内親王や吉備内親王、長屋王、長屋王の皇子達）への皇位継承を模索する路線との間に、微妙な雰囲気が生じていた。蘇我氏（石川氏）は天皇家の母方氏族として、また大化以前における唯一の大臣（オホマヘツキミ）家として、その尊貴性を認められており、その認識は律令制が成立してもなおその認識は旧守的な氏族層や皇親の間に残存していた可能性が高く、皇女所生の文武皇子が存在しないならば、藤原氏の産んだ皇子と、石川氏の産んだ皇子とのいずれかを皇嗣としなければならない場合、必ずしも藤原宮子所生の首皇子を推すものばかりではなかったと考えられる。そのため、広成が皇籍を剥奪されたのは、異母兄弟の首皇子（後の聖武天皇）の競争相手を排除しようとしての藤原不比等・橘三千代夫婦の陰謀とされ、この出来事は蘇我氏から藤原氏への、王権のミウチ氏族の主役の交代を象徴していることになる。
これに対して『新撰姓氏録』に記されたのは広世の母が石川朝臣の出であることのみで石川刀子娘であるという証拠は存在しないこと、石川朝臣は元々皇別である以上そこから分かれた高円朝臣も皇別氏族となるとして、広世が何らかの事情で父親の戸籍に入れなかったことと『新撰姓氏録』編纂時にはその父親が誰であったか不明であったこと以上の事実は確認できず、文武天皇と石川刀子娘の子である事実は認められないとする反論もある。

## 経歴
天平年間中期（740年頃）に家族と別れて恭仁京に赴任していたらしく、家族を思って詠んだ和歌作品が『万葉集』に残っている。また、天平15年（743年）頃内舎人を務めている。
天平宝字2年（758年）淳仁天皇の即位に伴って、従六位上から三階昇進して従五位下に叙爵される。但馬介を経て、天平宝字4年（760年）母方の氏姓であった石川朝臣から高円朝臣に改姓し、同年文部少輔に任ぜられる。のち、摂津亮・尾張守・山背守を歴任し、天平宝字8年（764年）正月には従五位上・播磨守に叙任される。藤原仲麻呂政権下では畿内またはその近辺の大国・上国の地方官を歴任していたものの、同年9月に発生した藤原仲麻呂の乱で活動した記録はなく、乱後の10月には播磨守の官職を藤原黒麻呂に取って代わられている。
称徳朝では周防守・伊予守と引き続き地方官を歴任したが、伊予守在任中の神護景雲3年（769年）瑞祥となる白鹿1頭を貢進し、さらに翌神護景雲4年（770年）には伊予員外掾・笠雄宗が再び白鹿を献上したことから、伊予国の神護景雲3年（769年）以降の正税の未納を免除された。同年10月の光仁天皇の即位に伴い正五位下に昇叙されている。
『万葉集』に3首、『玉葉和歌集』に1首の和歌作品が採られている。

## 官歴
注記のないものは『続日本紀』による。
- 天平15年（743年）頃：内舎人[7]
- 天平宝字2年（758年） 8月1日：従五位下（越階）
- 時期不詳：但馬介[11]
- 天平宝字4年（760年） 2月11日：高円朝臣に改姓。2月20日：文部少輔
- 時期不詳：広成から広世に改名?
- 天平宝字5年（761年） 5月9日：摂津亮。10月1日：尾張守
- 天平宝字6年（762年） 4月1日：山背守
- 天平宝字8年（764年） 正月7日：従五位上。正月21日：播磨守
- 神護景雲2年（768年） 2月18日：周防守
- 神護景雲3年（769年） 6月9日：伊予守
- 宝亀元年（770年） 10月26日：正五位下